# Winlaton
Winlaton är en ort i distriktet Gateshead, i grevskapet Tyne and Wear, i England. Winlaton var en civil parish fram till 1937 när blev den en del av Blaydon, Whickham och Stanley. Civil parish hade 21 837 invånare år 1931.